# Фуркат Фарманов
Фуркат Фарманов (нар. 19 січня 1992) — узбецький борець вільного стилю, бронзовий призер чемпіонату Азії.

## Спортивні результати на міжнародних змаганнях

### Виступи на Чемпіонатах Азії
| Змагання                       | Збірна     | Вагова категорія          | Місце  |
| ------------------------------ | ---------- | ------------------------- | ------ |
| Чемпіонат Азії з боротьби 2014 | Узбекистан | вільна боротьба, до 65 кг | Бронза |

### Виступи на інших змаганнях
| Змагання                                    | Збірна     | Вагова категорія          | Місце |
| ------------------------------------------- | ---------- | ------------------------- | ----- |
| Турнір Алі Алієва 2014                      | Узбекистан | вільна боротьба, до 65 кг | 20    |
| Міжнародний турнір Дінмухамеда Кунаєва 2014 | Узбекистан | вільна боротьба, до 65 кг | 16    |
| Турнір Олександра Медведя 2015              | Узбекистан | вільна боротьба, до 65 кг | 32    |
| Кубок Президента Казахстану з боротьби 2015 | Узбекистан | вільна боротьба, до 65 кг | 5     |